# Río Sonsaz
El Sonsaz es un río de España, afluente por la derecha del río Sorbe. Discurre en su totalidad por la sierra de Ayllón, en el noroeste de la provincia de Guadalajara, entre los términos municipales de Cantalojas y Valverde de los Arroyos.

## Curso
Nace en la falda este del Atalaya y discurre de oeste a este hasta desembocar en el río Sorbe. Constituye un profundo cañón que discurre casi linealmente entre coníferas y encajonado entre la loma del Pinarejo al norte y la loma de las Piquerinas al sur. Sus afluentes son pequeños barrancos y arroyos y los mayores vierten en su orilla derecha.
No atraviesa ningún núcleo de población, pero sí el despoblado de Robledo de la Mata, ya en su curso bajo. Lo cruzan tres puentes, dos en su curso alto y otro junto al despoblado, todos ellos de diversos caminos y pistas forestales. 

## Cartografía
- Hojas 432 y 459 a escala 1:50.000 del Instituto Geográfico Nacional.